# Odprto prvenstvo ZDA 1984
Odprto prvenstvo ZDA 1984 je teniški turnir za Grand Slam, ki je med 28. avgustom in 9. septembrom 1984 potekal v New Yorku.

## Moški posamično
John McEnroe :  Ivan Lendl, 6–3, 6–4, 6–1

## Ženske posamično
Martina Navratilova :  Chris Evert, 4–6, 6–4, 6–4

## Moške dvojice
John Fitzgerald /  Tomáš Šmíd :  Stefan Edberg /  Anders Järryd, 7–6(7–5), 6–3, 6–3

## Ženske  dvojice
Martina Navratilova /  Pam Shriver :  Anne Hobbs /  Wendy Turnbull, 6–2, 6–4

## Mešane dvojice
Manuela Malejeva /  Tom Gullikson :  Elizabeth Sayers /  John Fitzgerald, 2–6, 7–5, 6–4